# Rousserolle du Cap-Vert
Acrocephalus brevipennis
Espèce
Synonymes
- Calamocichla brevipennis

Statut de conservation UICN

 VU B1ab(ii,iii)+2ab(ii,iii) : Vulnérable
La Rousserolle du Cap-Vert ou Rousserolle des îles du Cap Vert (Acrocephalus brevipennis) est une espèce de rousserolle endémique des îles du Cap Vert. C'est une espèce monotypique.

## Répartition
Cette espèce est présente sur les îles Santiago, Fogo et São Nicolau.
Elle était auparavant également présente sur les îles Brava et Santo Antão, mais y est désormais éteinte.

## Habitat
Cet oiseau occupe les peuplements de massettes (Typha australis) , les jardins et les ravins humides.
Il fréquente également les plantations de canne à sucre et les bananeraies lorsqu'il y a de l'eau à proximité.

## Nidification

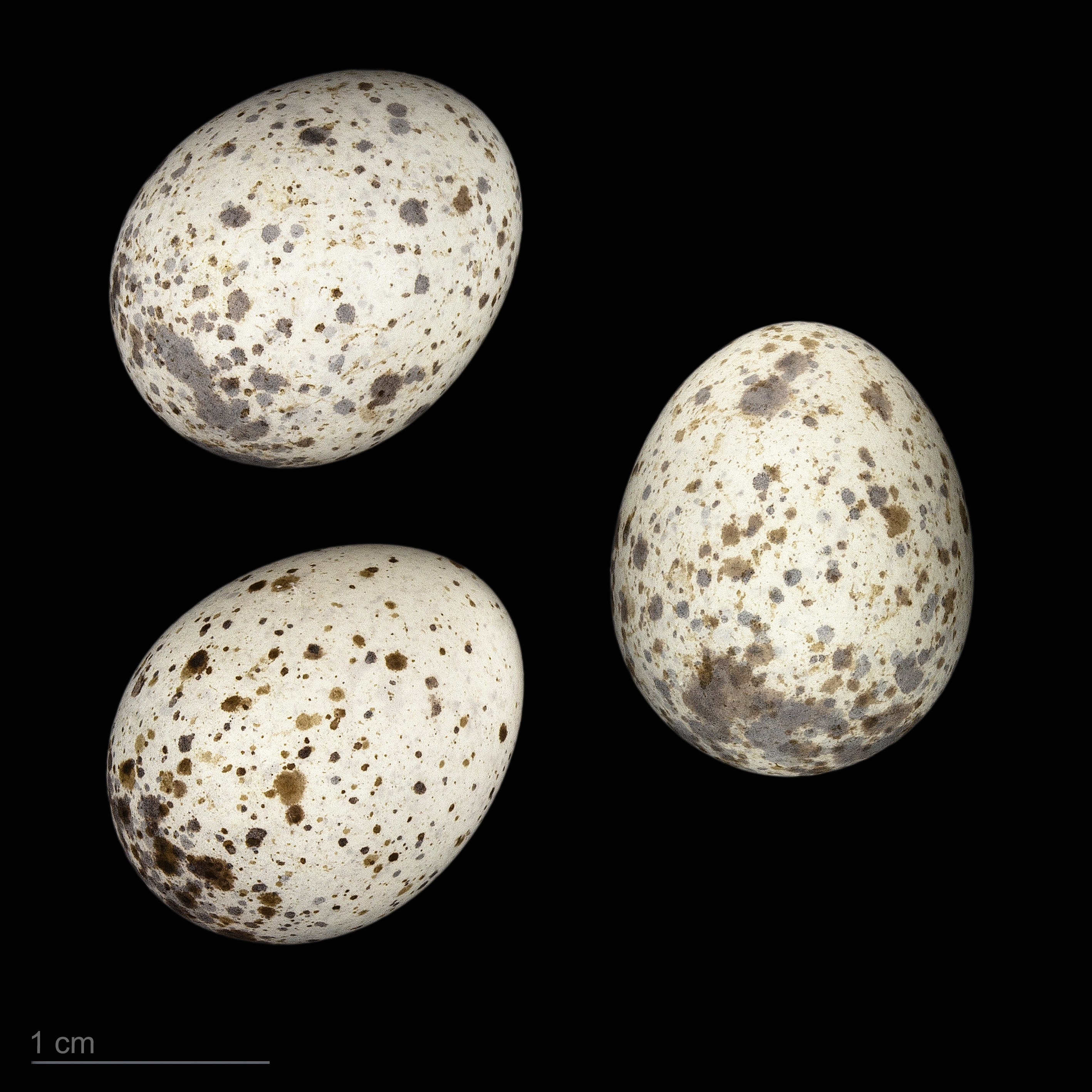
Oeufs de Acrocephalus brevipennis - Muséum de Toulouse

Le nid est profond, fait de feuilles et de lanières végétales. Il est attaché à mi-hauteur aux tiges des Typha.

## Statut
Cet oiseau est menacé de disparition, essentiellement par perte de son habitat.
Il n'en resterait plus qu'environ 500 couples.

## L'animal et l'homme
Nom local
Cet oiseau est connu des habitants sous le nom vernaculaire créole capverdien de tchota.
Philatélie
Cette espèce est représentée sur un timbre-poste du Cap-Vert de 2005 (55 $) légendé tchota de cana.
Monnaie
Une des faces du billet de banque de 1000 escudos (1992) de la Banco de Cabo Verde  représente la rousserolle des îles du Cap-Vert.